# Kazimierz Urbanik
Kazimierz Urbanik   (Krèmenets, 5 de febrer de 1930 - Breslau, 29 de maig de 2005) va ser un matemàtic polonès.

## Vida i Obra
Urbanik va néixer a Krèmenets quan aquesta ciutat encara pertanyia a Polònia (avui es Ucraïna). En acabar la Segona Guerra Mundial i havent passat la ciutat a la Unió Soviètica, la família es va traslladar a Brzeg on el jove va acabar els seus estudis secundaris el 1948. A continuació va ingressar a la universitat de Breslau per estudiar matemàtiques i física. Es va graduar el 1952 i, a partir d'aquest moment, va ser professor de la universitat. El 1956 va obtenir el doctorat amb una tesi sobre el model estocàstic d'una cascada, dirigida per Edward Marczewski.
Va ser tota la vida professor de la universitat de Breslau fins que es va retirar formalment l'any 2000, tot i que va continuar fent treballs de recerca. No solament va fer recerca, sinó que també va ocupar diferents càrrecs d'administrador i organitzador: va ser rector de la universitat (1975-1981), editor de revistes científiques, vicepresident de l'Acadèmia de Ciències, director de l'institut de matemàtiques de la universitat, etc.
Urbanik va publicar prop de dos-cents treballs científics, la majoria dels quals sobre teoria de la probabilitat i procesos estocàstics, tot i que també va fer incursions en el camp de la topologia i l'anàlisi matemàtica. Es considera que en els anys 1950's, i simultàniament amb Izraïl Gelfand, va crear el marc d'estudi del processos aleatoris generalitzats.